# ليونورا بولكينغهورن
ليونورا بولكينغهورن (بالإنجليزية: Leonora Polkinghorne)‏ هي كاتِبة أسترالية، ولدت في 1873 في بالارات في أستراليا، وتوفيت في 11 مايو 1953 في SS Oronsay (1950) ‏ في المملكة المتحدة.